# Hannah Montana (banda sonora)
Hannah Montana es la banda sonora de la primera temporada de la serie original de Disney Channel del mismo nombre. Fue lanzada el 24 de octubre de 2006 por Walt Disney Records. El programa en sí se estrenó a través de Disney Channel el 24 de marzo de 2006; después de convertirse en un éxito comercial inmediato, la producción de su banda sonora comenzó el mes siguiente. Ocho de las trece canciones del álbum son interpretadas por la actriz principal Miley Cyrus, acreditadas a su personaje Hannah Montana. Los grupos The Click Five, Everlife, B5 y el artista Jesse McCartney contribuyen cada uno con una grabación, mientras que un dueto entre Cyrus y su padre Billy Ray Cyrus se incluye como pista final. Hannah Montana se reeditó como una edición especial de dos discos el 20 de marzo de 2007. La banda sonora se promocionó aún más durante la gira The Party's Just Begun Tour de The Cheetah Girls, en la que Cyrus como Hannah Montana actuó como telonero, y su propia gira Best of Both Worlds Tour en donde se presentó como Hannah Montana y como ella misma. La banda sonora es principalmente un disco de pop rock, que ve influencias adicionales de los estilos musicales del teen pop, pop punk y country pop. El contenido lírico gira en gran medida en torno al "poder femenino", el romance adolescente y la doble vida que vive el personaje de Cyrus en el programa.
Hannah Montana recibió generalmente críticas favorables por parte de los críticos musicales, quienes apreciaron su producción en general. Debutó en el #1 del Billboard 200 de los Estados Unidos con unas ventas de 281.000 copias en su primera semana. Al hacerlo, se convirtió en el primer álbum número uno de Cyrus, la primera banda sonora de televisión en alcanzar la posición más alta en la lista, la cuarta banda sonora de The Walt Disney Company en debutar entre los diez primeros de la lista y con solo 14 años Cyrus se convirtió en la artista en general más joven en la historia de la lista en debutar un álbum en la cima del mismo. Desde entonces, el disco ha sido certificado triple platino por la Recording Industry Association of America (RIAA), habiendo superado las ventas de tres millones de copias en los Estados Unidos. La banda sonora se posicicionó moderadamente en las listas de récords internacionales, habiendo alcanzado los veinte primeros puestos en países como Austria, Canadá, Noruega y España.
El tema principal de la serie «The Best of Both Worlds» fue lanzado como sencillo principal de Hannah Montana el 28 de marzo de 2006 en los mercados digitales y más tarde como sencillo en CD. Alcanzó el #92 en el Billboard Hot 100 de los Estados Unidos. «Who Said» fue lanzado como sencillo promocional en plataformas digitales del álbum, alcanzando un máximo de 83 en los Estados Unidos. «If We Were a Movie» fue lanzado como el segundo sencillo en plataformas digitales en 2007 y alcanzó un máximo de 47 en los Estados Unidos. «Rockin 'Around the Christmas Tree», de la edición Holiday, fue lanzado como el tercer sencillo el 16 de octubre de 2007 para descarga digital. «The Other Side of Me» fue lanzado el 10 de febrero de 2009 en iTunes como el cuarto y último sencillo del álbum, alcanzando un máximo de 84 en los Estados Unidos.

## Antecedentes y composición

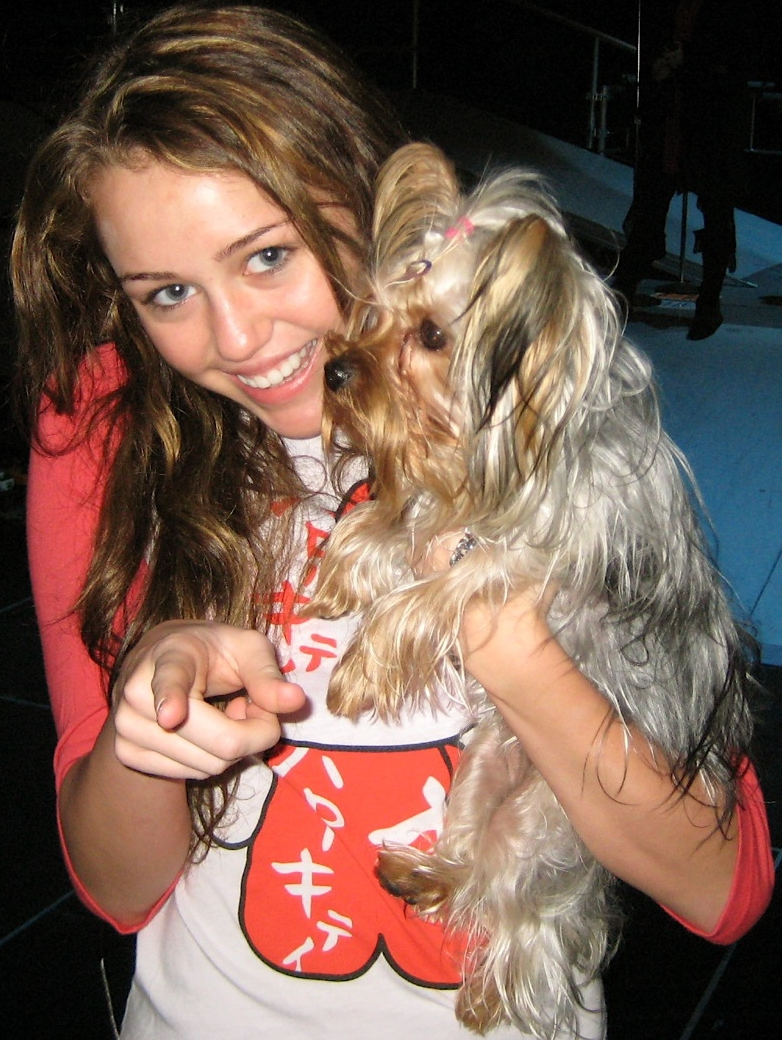
Miley Cyrus interpretó el personaje principal en la serie de televisión Hannah Montana.

Durante la producción de la primera temporada de Hannah Montana, Cyrus comentó que por el momento, estaban enfocados en mejorar la serie tanto como fuera posible, sin embargo grabar una banda sonora era un plan plausible para el futuro. La serie en sí se estrenó a través de Disney Channel el 24 de marzo de 2006 y se convirtió en un éxito comercial inmediato; con 5,4 millones de espectadores, el episodio piloto le valió al canal la audiencia más alta en su historia en ese momento. Al mes siguiente, se informó que una banda sonora acompañante a la temporada y el álbum de estudio debut de Cyrus habían comenzado su producción, el primero de los cuales estaba programado para ser lanzado durante el otoño de 2006. Se esperaba que estos planes capitalizaran los esfuerzos promocionales previamente utilizados para Hilary Duff, quien había pasado con éxito del personaje principal de la serie de televisión Lizzie McGuire a una carrera en la industria de la música a principios de la década del 2000.
En la serie, Cyrus interpreta al personaje de Miley Stewart, una adolescente que vive una doble vida secreta como la estrella del pop Hannah Montana. Ella afirmó que "la mayoría de las canciones de la primera temporada reflejan el programa, con Miley o Hannah asegurándose de que la otra no sea atrapada o lo que sea", y opinó que las pistas brindaron a los productores de la serie la oportunidad de "asegurarse de que todos entendieran a los personajes". En comparación, Cyrus describió el material posterior utilizado por la serie como "hablar más con los fans". El disco incorpora elementos de estilos musicales de teen pop, pop rock y country pop. Cyrus interpreta ocho de sus trece pistas, las cuales se le acreditan a su personaje Hannah Montana. Las canciones «The Best of Both Worlds» y «This Is the Life» describen la doble vida que mantiene el personaje de Cyrus, mientras que «If We Were a Movie» y «I Got Nerve» abordan un deseo romántico y el "poder femenino", respectivamente.
«Pop Princess» de The Click Five fue descrita por Heather Phares de AllMusic como "pop brillante y poderoso"; también caracterizó a «Find Yourself in You» de Everlife como "la plantilla para el pop-rock de Hannah". La banda sonora termina con el dueto de country pop «I Learned From You» entre Cyrus y su padre Billy Ray Cyrus, que Phares sintió que recibió influencias de la artista Vanessa Carlton. La banda sonora se reeditó más tarde como una edición especial de dos discos, que incluyó la canción «Nobody's Perfect», la cual más tarde se incluyó en la siguiente banda sonora Hannah Montana 2: Meet Miley Cyrus (2007).

## Sencillos
El tema principal de la serie «The Best of Both Worlds» fue lanzado como el sencillo principal de Hannah Montana el 28 de marzo de 2006; alcanzó el número 92 en el Billboard Hot 100 de Estados Unidos. Varias pistas de la banda sonora lograron debutar en los Estados Unidos.
«Who Said» fue lanzado como sencillo promocional el 11 de julio de 2006.
Una versión de «Rockin 'Around the Christmas Tree» que aparece sólo como el bonus track de la edición navideña fue lanzada como segundo sencillo el 6 de noviembre de 2007.
«If We Were a Movie» fue lanzado como el tercer sencillo en 2007.
El remix de «The Other Side of Me» fue lanzado como el cuarto y último sencillo del álbum el 10 de febrero de 2009.

### Otras canciones
A pesar de no ser lanzadas como sencillos, otras canciones del álbum ingresaron a algunas listas de popularidad. Entre ellas, se destaca a «Who Said» por ser la primera canción de la carrera de Cyrus en entrar al Hot 100, y a «Nobody's Perfect» que logró llegar al puesto #27 luego de ser relanzado el disco. A continuación, una lista de las posiciones que estuvieron en algunos conteos:
| «This is the Life»     | 89 |
| «I Got Nerve»          | 67 |
| «Pumpin' Up the Party» | 81 |
| «Just Like You»        | 99 |
| «Who Said»             | 83 |
| «Nobody's Perfect»     | 27 |

## Promoción
Las primeras actuaciones en vivo de Cyrus fueron durante la gira The Party's Just Begun Tour de The Cheetah Girls en 2006 y 2007. Actuó como Hannah Montana y fue un acto de apertura "rotativo" en lugar de los artistas Vanessa Hudgens, Jordan Pruitt y los grupos Everlife y T-Squad. Más tarde, Cyrus se embarcó en la gira nacional Best of Both Worlds Tour en 2007 y 2008. Sirvió principalmente como herramienta de promoción para el disco recientemente lanzado Hannah Montana 2: Meet Miley Cyrus (2007); [16] sin embargo, «Just Like You», «Pumpin 'Up the Party», «I Got Nerve» y «The Best of Both Worlds» de la banda sonora original se incluyeron en su lista de canciones. La gira resultó ser un éxito comercial, logrando recaudar 54 millones de dólares al final de esta, mientras que su adaptación cinematográfica de 2008 Hannah Montana & Miley Cyrus: Best of Both Worlds Concert recaudó 63 millones de dólares. Este último fue lanzado como un CD/DVD exclusivo de Walmart, titulado Best of Both Worlds Concert, en marzo de 2008.

## Recepción

### Recepción crítica
Hannah Montana recibió críticas generalmente favorables por parte de los críticos musicales, quienes apreciaron su producción en general. Escribiendo para AllMusic, Heather Phares disfrutó de la entrega de "canciones lindas y bien escritas" de Cyrus, y agregó que el proyecto en general era "dulce, con emoción, [y] absolutamente encantador". Jennifer Axman de Common Sense Media compartió un sentimiento similar, apreciando sus "mensajes optimistas sobre el poder de las chicas" y resaltando a «I Learned from You» como una pista destacada por sus letras inspiradoras ("I learned from you that I do not crumble / I learned from you that strength is something you choose /.../ There is no question that's a lesson I learned from you" —en español: Aprendí de ti que no me desmorono / Aprendí de ti que la fuerza es algo que eliges /.../ No hay duda de que es una lección que aprendí de ti—). MSN Music le otorgó al disco una calificación de 3.5 de un total de 5 estrellas y lo clasificó como un "álbum esencial". Sin embargo, Chris Willman brindó una revisión más variada, comentando que Cyrus parecía "imitar a Avril, Ashlee y Britney simultáneamente" y sintió que el concepto de llevar una doble vida era "una bonita fantasía para Brangelina, pero una extraña para impulsar sobre niñas pequeñas". David Hiltbrand también criticó el disco, afirmando que su "pop genérico" irritaría a los oyentes adultos, pero reconoció que fue "hábilmente ejecutado" para atraer a su audiencia más joven.

### Recepción comercial
Durante la semana del 25 de octubre, las proyecciones de ventas iniciales identificaron a Hannah Montana, The Black Parade de My Chemical Romance y Once Again de John Legend como los discos más probables a alcanzar el puesto número uno en el Billboard 200 de Estados Unidos. El 1 de noviembre, Hannah Montana debutó oficialmente en el número uno con unas ventas de 281.000 copias en la primera semana, lo que supone una diferencia de 41.000 unidades más que The Black Parade, que ocupó el segundo lugar. Al hacerlo, el disco se convirtió en la primera banda sonora de televisión en debutar en la posición máxima y la cuarta banda sonora de The Walt Disney Company en debutar entre los diez primeros puestos de la lista. Permaneció en el número uno la semana siguiente con ventas de 203.000 copias. Además, la banda sonora se convirtió en el primero de los cinco álbumes número uno de Cyrus en los Estados Unidos hasta la fecha, seguido de Hannah Montana 2: Meet Miley Cyrus (2007), Breakout (2008), Hannah Montana: The Movie (2009) y Bangerz (2013). Finalmente, la Asociación de Industria Discográfica de Estados Unidos (RIAA) certificó al álbum como disco triple platino por superar ventas de más de tres millones de unidades. Para enero de 2014, Hannah Montana había vendido 3'736.000 copias en los Estados Unidos, convirtiéndose en la segunda banda sonora de televisión mejor vendida, solo detrás de High School Musical (2006) con 4'878.000 copias. A nivel internacional, Hannah Montana se ubicó moderadamente en las listas de éxitos musicales nacionales. Alcanzó el puesto #10 en el Canadian Albums Chart, y fue certificada como disco de oro por Music Canada. El álbum se ubicó en el puesto #23 en la lista Top 100 México, donde luego fue reconocido con certificación de oro. En Europa, la banda sonora alcanzó el puesto #14 en la lista PROMUSICAE de España. Además, obtuvo una certificación de oro en el Reino Unido en tan solo cuatro semanas. En 2014, la banda sonora vendió 3,74 millones de copias en los Estados Unidos.

## Reconocimientos
| Organización           | Año  | Categoría | Resultado | Ref.   |
| ---------------------- | ---- | --- | --------- | ------ |
| Guinness World Records | 2006 | Primera banda sonora de televisión en alcanzar el puesto número uno en Billboard 200.                           | Ganadora  | [ 35 ] |
| Guinness World Records | 2006 | Artista más joven de la historia en debutar en el puesto número uno del Billboard 200.                          | Ganadora  | [ 35 ] |
| Guinness World Records | 2006 | Artista más joven de la historia en tener un proyecto con múltiples semanas en el número uno del Billboard 200. | Ganadora  | [ 35 ] |

## Listado de canciones
Todas las canciones son interpretadas por Hannah Montana, a menos que se indique lo contrario.
- Edición estándar

| Hannah Montana |                                                                      |                                          |                                                        |          |  |
| N.º            | Título                                                               | Escritor(es)                             | Productor(es)                                          | Duración |  |
| 1.             | «The Best of Both Worlds»                                            | Matthew Gerrard, Robbie Nevil            | Gerrard                                                | 2:54     |  |
| 2.             | «Who Said»                                                           | Gerrard, Nevil, J. Landers               | Gerrard                                                | 3:16     |  |
| 3.             | «Just Like You»                                                      | Adam Watts, Andy Dodd                    | Watts y Dodd                                           | 3:13     |  |
| 4.             | «Pumpin' Up the Party»                                               | Jamie Houston                            | Houston                                                | 3:09     |  |
| 5.             | «If We Were a Movie»                                                 | Jennie Lurie, Holly Mathis               | Antonina Armato y Tim James                            | 3:02     |  |
| 6.             | «I Got Nerve»                                                        | Lurie, Ken Hauptman, Aruna Abrams        | Armato y James                                         | 3:06     |  |
| 7.             | «The Other Side of Me»                                               | Gerrard, Nevil                           | Gerrard                                                | 3:08     |  |
| 8.             | «This is the Life»                                                   | Lurie, Shari Short                       | Marco Marinangeli                                      | 3:00     |  |
| 9.             | «Pop Princess» (interpretada por The Click Five)                     | B. Romans                                | Mike Denneen                                           | 4:25     |  |
| 10.            | «She's No You» (interpretada por Jesse McCartney)                    | Gerrard, McCartney, Nevil                | Gerrard, Ginger McCartney, Jay Landers y Sherry Kondor | 3:32     |  |
| 11.            | «Find Yourself in You» (interpretada por Everlife)                   | Gerrard, A. Hezlep, J. Ross, S. Ross     | Gerrard                                                | 3:35     |  |
| 12.            | «Shining Star» (interpretada por B5)                                 | Maurice White, Larry Dunn, Philip Bailey | White, Dunn y Bailey                                   | 2:44     |  |
| 13.            | «I Learned from You» (intepretada por Miley Cyrus y Billy Ray Cyrus) | S. Diamond, Gerrard                      | Gerrard                                                | 3:26     |  |
| 42:26          |                                                                      |                                          |                                                        |          |  |

- Edición especial

| Hannah Montana — Edición Holiday |                                     |              |               |          |  |
| N.º                              | Título                              | Escritor(es) | Productor(es) | Duración |  |
| 14.                              | «Rockin' Around the Christmas Tree» | Johnny Marks | Fred Mollin   | 2:22     |  |

| Hannah Montana — Edición especial de disco doble (Disco No. 1) |                    |                 |               |          |  |
| N.º                                                            | Título             | Escritor(es)    | Productor(es) | Duración |  |
| 14.                                                            | «Nobody's Perfect» | Gerrard y Nevil | Gerrard       | 3:20     |  |

| Hannah Montana — Edición especial de disco doble: DVD video (Disco No. 2) |                     |          |  |
| N.º                                                                       | Título              | Duración |  |
| 1.                                                                        | «Backstage Secrets» | 30:00    |  |
| 2.                                                                        | «Nobody's Perfect»  | 3:20     |  |
| 33:20                                                                     |                     |          |  |

- Edición Rusa (Xahha Mohtaha)[37][38][39]

| Hannah Montana (estilizado como Xahha Mohtaha) — Edición Rusa |              |                                    |          |  |
| N.º                                                           | Título       | Productor(es)                      | Duración |  |
| 1.                                                            | «Dve ZHizni» | Interpretada por: Marija Ivascenko | 2:57     |  |
| 45:42                                                         |              |                                    |          |  |

Nota: En la versión rusa "Dve ZHizni" es el primer tema porque es la versión rusa de "The Best Of Both Worlds"
| Hannah Montana — Edición limitada: DVD video musical (Disco No. 2) |                           |          |  |
| N.º                                                                | Título                    | Duración |  |
| 1.                                                                 | «The Best of Both Worlds» | 2:54     |  |
| 2.                                                                 | «Who Said»                | 3:15     |  |
| 3.                                                                 | «Just Like You»           | 3:14     |  |
| 4.                                                                 | «Pumpin' Up the Party»    | 3:10     |  |
| 5.                                                                 | «The Other Side of Me»    | 3:08     |  |
| 15:41                                                              |                           |          |  |

## Disney's Karaoke Series
Disney's Karaoke Series: Hannah Montana es la banda sonora de la primera temporada de Hannah Montana en modo karaoke, con las ocho canciones de la banda sonora original interpretadas por Miley Cyrus como Hannah Montana. Fue lanzado exclusivamente en los Estados Unidos el 18 de septiembre de 2007.

### Listado de canciones
| N.º | Título                    | Duración |  |
| 1.  | «Pumpin' Up the Party»    | 3:29     |  |
| 2.  | «Who Said»                | 3:30     |  |
| 3.  | «I Got Nerve»             | 3:17     |  |
| 4.  | «The Best of Both Worlds» | 3:10     |  |
| 5.  | «If We Were A Movie»      | 3:18     |  |
| 6.  | «The Other Side of Me»    | 3:23     |  |
| 7.  | «This Is the Life»        | 3:04     |  |
| 8.  | «Just Like You»           | 3:28     |  |

## Listas de popularidad
| Lista (2006–08)                    | Mejor posición |
| ---------------------------------- | -------------- |
| Australia (ARIA)                   | 35             |
| Austria (Ö3 Austria)               | 14             |
| Canadá (Billboard Canadian Albums) | 10             |
| Dinamarca (Hitlisten)              | 23             |
| Países Bajos (Album Top 100)       | 67             |
| Francia (SNEP)                     | 122            |
| México (Top 100 México)            | 23             |
| Nueva Zelanda (Recorded Music NZ)  | 22             |
| Noruega (VG-lista)                 | 11             |
| España (PROMUSICAE)                | 14             |
| Estados Unidos (Billboard 200)     | 1              |
| Estados Unidos (Soundtrack Albums) | 1              |

| Lista (2006)                                 | Posición |
| -------------------------------------------- | -------- |
| Estados Unidos (Billboard 200)               | 91       |
| Estados Unidos (Billboard Soundtrack Albums) | 6        |

| Lista (2007)                                 | Posición |
| -------------------------------------------- | -------- |
| México (Top 100 México)                      | 37       |
| Estados Unidos (Billboard 200)               | 4        |
| Estados Unidos (Billboard Soundtrack Albums) | 1        |

| Lista (2008)                                 | Posición |
| -------------------------------------------- | -------- |
| Austria (Ö3 Austria)                         | 70       |
| Estados Unidos (Billboard 200)               | 71       |
| Estados Unidos (Billboard Soundtrack Albums) | 8        |

### Década
| Lista (2000–09)                | Posición |
| ------------------------------ | -------- |
| Estados Unidos (Billboard 200) | 84       |

## Certificaciones
| País           | Organismo certificador | Certificación | Ventas certificadas | Ref.   |
| Alemania       | BVMI                   | Oro           | 100 000             | [ 60 ] |
| Argentina      | CAPIF                  | Platino       | 40 000              | [ 61 ] |
| Brasil         | Pro-Música Brasil      | Oro           | 30 000              | [ 62 ] |
| Canadá         | Music Canada           | Oro           | 50 000              | [ 30 ] |
| Estados Unidos | RIAA                   | 3× Platino    | 3 700 000           | [ 27 ] |
| México         | AMPROFON               | Oro           | 50 000              | [ 32 ] |
| Nueva Zelanda  | RMNZ                   | Oro           | 7 500               | [ 64 ] |
| Reino Unido    | BPI                    | Oro           | 100 000             | [ 33 ] |

## Historial de lanzamiento
| País           | Fecha                   | Edición  | Formato             | Discográfica        | Ref.   |
| -------------- | ----------------------- | -------- | ------------------- | ------------------- | ------ |
| Estados Unidos | 24 de octubre de 2006   | Estándar | CD descarga digital | Walt Disney Records | [ 36 ] |
| Reino Unido    | 20 de noviembre de 2006 | Estándar | CD descarga digital | Walt Disney Records | [ 65 ] |
| Estados Unidos | 20 de marzo de 2007     | Especial | CD                  | Walt Disney Records | [ 6 ]  |